# Maladie de Creutzfeldt-Jakob
 Mise en garde médicale
La maladie de Creutzfeldt-Jakob (MCJ) est une dégénérescence du système nerveux central caractérisée par l'accumulation d'un prion (forme anormale d'une protéine qui peut transmettre la maladie). La période d'incubation se compte en années, voire en décennies avant qu'apparaissent des troubles de l'équilibre et de la sensibilité, puis une démence. L'issue est systématiquement fatale à échéance d'approximativement un an. Elle est l'équivalent chez l'homme de la maladie de la vache folle.

## Typologie
Il existe plusieurs causes de la maladie :
- la plupart des cas sont dits « sporadiques », car d'origine inconnue et sans caractère épidémique ;
- environ 10 % des cas sont héréditaires sur une mutation du gène PRNP codant la protéine prion[1] ;
- des contaminations iatrogéniques sont dues à un processus opératoire utilisant un matériel contaminé (ex. : utilisation d'instruments de chirurgie mal décontaminés (électrodes)) ou à des greffes de tissus cérébraux (dure mère) issus de cadavres de malades.

Une contamination par des hormones de croissance contaminées a eu lieu, comme dans l'affaire de l'hormone de croissance en France, cette hormone contaminée qui a fait 120 morts à partir de 1980, affaire pour laquelle les accusés ont tous été relaxés,.
Une autre hypothèse est explorée, notamment par le Dr Salmon (expert anglais en santé publique et en ESB) et certains de ses collègues, experts en santé publique. Cette hypothèse, posée pour le seul cas de l'épidémie anglaise qui présente une géographie curieuse, est qu'une mauvaise hygiène dentaire (caries non soignées, ou peut-être gingivites) pourrait aussi être un facteur de risque de transmission de prion à l'organisme humain via la nourriture, ce qui expliquerait au Royaume-Uni un nombre presque deux fois plus élevé en Écosse et en Angleterre du Nord et un âge médian de survenue de 26 ans (resté inchangé au cours des 15 ans qu'a duré l'épidémie), ce qui peut reposer la question du risque lié à une mauvaise décontamination d'instruments de chirurgie dentaire,,.

## Histoire
En 1913, Hans Gerhard Creutzfeldt se voit proposer par Alois Alzheimer d'étudier le cas d'une patiente de la clinique psychiatrique de Breslau : il s'agit notamment de mettre en rapport le comportement de ce sujet et les altérations biologiques de son cerveau. Creutzfeldt publie une description de cette maladie en 1920, peu avant le neurologue hambourgeois Alfons Maria Jakob. La maladie est nommée « maladie de Creutzfeldt-Jakob
» en 1922.
La maladie de Kuru a été décrite chez le peuple des Fores de Nouvelle-Guinée par Daniel Carleton Gajdusek (prix Nobel de physiologie ou médecine 1976). Quoique distinct de la maladie de Creutzfeldt-Jakob, le kuru est également une encéphalopathie subaiguë spongiforme transmissible (ESST). Son mode de transmission a pu être relié à un rite funéraire anthropophage. L'insomnie fatale familiale est également une ESST. Dans les années 1970, il est soupçonné l'existence d'un agent infectieux particulier. Les premières maladies à prion ont été expliquées par Stanley Prusiner comme étant dues à une protéine infectieuse et non à un microbe, ce qui lui a valu le prix Nobel de médecine en 1997 après beaucoup de controverses car l'idée qu'une simple protéine puisse être infectieuse contredisait le paradigme médical en vigueur à l'époque selon lequel il n'y a que trois types d'agents infectieux (virus, bactérie, parasite).
Également, les animaux domestiques et sauvages peuvent être victimes de prions, avec notamment la CWD qui décime des cervidés en Amérique du Nord.

## Nouvelle variante
Une nouvelle forme de la maladie est apparue en 1996 en Angleterre, probablement causée par l'ingestion de produits bovins infectés par l'encéphalopathie spongiforme bovine (ESB, dite maladie de la vache folle). Apparue en 1985, l'épidémie d'ESB, d'abord britannique puis continentale, est le résultat d'une amplification de la transmission d'un agent pathogène avec le recyclage des déchets d'abattoir au sein de l'alimentation animale (ruminants et autres mammifères). L'origine de cette amplification est en rapport probable avec une modification du procédé de fabrication des farines de viande et d'os animales au Royaume-Uni à la fin des années 1970. De très nombreux agriculteurs en Europe ont nourri leurs vaches avec ces farines issues des centres d'équarrissage, même après leur interdiction pour les ruminants en 1990. Les modes de fabrication et de commerce de ces farines semblent des facteurs essentiels pour expliquer ce qui est nommé[Par qui ?] « saga de l'ESB ».[réf. nécessaire]
Certaines études ont pu confirmer le passage de la maladie bovine à l'humain, mais le comment reste encore inconnu. La maladie a pu être également transmise, de manière exceptionnelle, par transfusion sanguine,.
L'ESB s'attaque au cerveau de certains primates, y compris à celui de l'Homme. La maladie peut être transmise à l'Homme s'il consomme de la viande ou des tissus issus d'animaux contaminés. L'ESB transmise à l'être humain est alors dénommée variant(e) de la maladie de Creutzfeldt-Jakob (vMCJ) et, comme chez les bovins, s'attaque au système nerveux central (cerveau et moelle spinale). Cette forme se distingue de la maladie de Creutzfeldt-Jakob sporadique par le jeune âge des patients (autour de 30 ans), par une prédominance des symptômes psychiatriques (anxiété, dépression...) par rapport aux troubles neurologiques au début de la phase clinique, et par la présence fréquente de douleurs physiques.
Personne n'a aujourd'hui d'idée précise quant à la durée d'incubation de la maladie. Le profil génétique des individus joue un rôle essentiel dans l'infection par voie alimentaire. La nature du codon 129 de la protéine prion normale (PRNP) (chromosome 20, locus 13) est au centre de multiples recherches puisque tous les cas de vMCJ par voie alimentaire sont 129Met/Met alors que seule 40 % de la population générale présente ce profil génétique. Personne ne sait si le fait d'avoir le codon 129PRNP autre que Met/Met (c'est-à-dire Val/Met ou Val/Val) permet d'être protégé contre l'infection ou si cette caractéristique allongerait la durée d'incubation (comme pour la maladie de kuru par exemple) : dans ce dernier cas, une nouvelle épidémie de vMCJ serait à venir. Le nombre de personnes atteintes, d'après beaucoup d'estimations divergentes, serait compris entre 80 000 et 136 000 d'ici à 2020 en fonction des durées d'incubation retenues pour effectuer ces estimations.
En septembre 2022, 178 décès du nouveau variant de la MCJ sont dénombrés en Grande-Bretagne et 29 en France, les deux pays les plus touchés. Cette maladie pose un problème de santé publique car il n'existe aucun traitement efficace. Des prototypes de tests de détection précoce de l'infection sont en cours d'élaboration. Les moyens préventifs pour éviter les contaminations alimentaires (dépistage systématique des animaux destinés à la consommation humaine, interdiction des farines animales dans l'alimentation des bovins…) et iatrogènes (destruction du matériel contaminé…) ont montré leur efficacité et permettent d'avoir un nombre limité de nouveaux cas de vMCJ. 
Aujourd'hui, le risque d'ESB dans les élevages semble maîtrisé dans la plupart des pays membres de l'organisation mondiale pour la santé animale. Les deux dernières victimes du variant de la maladie de Creutzfeldt-Jakob, décédées en 2019 et 2021, étaient toutes deux techniciennes de recherche à l'Institut national de la recherche agronomique (INRA), où elles l'ont contracté lors d'accidents du travail,. Émilie Jaumain, décédée en 2019, à l'âge de 33 ans, s'était blessée en 2010 avec un outil tranchant, et contaminé par l'agent infectieux,. Pierrette C., décédée en 2021, avait été victime du même type d'accident du travail en 2005,. Après son diagnostic, un moratoire a été initié dans tous les laboratoires français sur les activités de recherche sur les prions infectieux,. Les inspections diligentées dans les laboratoires concernés ont constaté de graves défaillances dans la protection des agents face à ce risque mortel,, et, malgré ses engagements de transparence, l'institut a, durant plus d'un an, refusé de remettre des documents à l'expert mandaté par la justice. Ces drames posent de sérieuses questions concernant le risque professionnel dans les laboratoires de recherche, d'autant plus que la longue période d'incubation de cette maladie et l'absence de recensement à ce jour[Quand ?] des personnels exposés soulèvent des incertitudes quant à la reconnaissance de la cause professionnelle d'éventuels nouveaux cas,.
L'incertitude concernant la durée d'incubation de la maladie et les cas cliniques de transmission de la maladie par le biais de transfusions sanguines ont amené l’établissement français du sang (EFS) à proscrire le don de sang par les personnes ayant effectué un séjour en Grande-Bretagne de plus d'un an entre 1980 et 1996. De même, d'autres institutions dans d'autres pays refusent les dons de sang de personnes étant en France durant cette même période. C'est le cas, par exemple, de Héma-Québec, institut chargé notamment de la récolte et de la redistribution du don du sang au Québec, qui, jusqu'en 2023, interdisait les dons venant de personnes ayant passé au moins 3 mois cumulatifs en France métropolitaine entre 1980 et 1996,.

## Symptômes
Les symptômes sont d'installation relativement rapide (généralement quelques semaines), les signes suivants à des degrés variables de présence incluent :
- syndrome pyramidal ;
- déficit cognitif et/ou des troubles psychiatriques (dans de rares cas extrêmes, démence) ;
- troubles visuels ;
- syndrome cérébelleux ;
- mouvements anormaux involontaires ;
- dans un cas, l'hyperacousie a été la première manifestation de la maladie[33].

## Examens complémentaires
Les taux sanguins de protéine tau et des chaînes légères de neurofilament sont élevées et sont corrélés avec l'évolutivité de la maladie. Cette augmentation peut même être dépistée avant l'apparition des premiers signes de la maladie. La recherche de la protéine prion dans le sang peut être également faite.
La protéine prion peut être également détectée dans différents tissus par une technique, appelée RT-QuIC (Real-time quaking-induced conversion), avec une très bonne sensibilité et spécificité.
L'électroencéphalogramme (EEG) peut montrer un tracé anormal à types de bouffées triphasiques avec un ralentissement du rythme de base), 
L'IRM cérébrale montre des hypersignaux au niveau cortical et/ou des noyaux gris centraux) qui sont assez spécifiques.
La ponction lombaire peut retrouver la présence de la protéine 14-3-3 et tau. Ces deux molécules n'interviennent pas dans la maladie mais témoignent de la destruction neuronale.
Le diagnostic est souvent confirmé lors d'une analyse anatomo-pathologique post-mortem.

## Déclaration obligatoire
En France, depuis le 19 septembre 1996, et en Belgique, les suspicions de MCJ et autres encéphalopathies subaiguës spongiformes transmissibles (ESST) humaines, sont inscrites sur la liste des maladies à déclaration obligatoire.

## Épidémiologie

### France
En France, l'Institut national de la santé et de la recherche médicale (INSERM), en relation avec l'Institut de veille sanitaire (InVS) et leurs homologues européens, coordonne depuis 1992, un réseau de surveillance épidémiologique de la maladie de Creutzfeldt-Jakob (MCJ).
Au total, 28 cas de vMCJ certains ou probables ont été identifiés en France entre 1992 et 2019 et tous sont décédés. Ces 28 cas de vMCJ présentent les caractéristiques suivantes :
- il s'agit de 12 hommes et 16 femmes ;
- la médiane des âges lors de leur décès ou de leur diagnostic est de 36 ans (entre 19 et 58 ans) ;
- 9 personnes résidaient en Île-de-France et 19 dans d’autres régions.

Pour les 26 cas décédés de vMCJ, les décès sont intervenus en 1996 (1 cas), 2000 (1 cas), 2001 (1 cas), 2002 (3 cas), 2004 (2 cas), 2005 (6 cas), 2006 (6 cas), 2007 (3 cas), 2009 (2 cas), 2013, 2014 et 2019 (1 cas chaque année). Tous les cas identifiés étaient homozygotes Met-Met pour le codon 129 du gène de la protéine prion (PRNP) ; ils ne présentaient aucun facteur de risque identifié pour les autres formes reconnues de MCJ. Un cas avait séjourné très régulièrement au Royaume-Uni pendant une dizaine d'années à partir de 1987.
Un tableau est édité par l'Agence nationale de santé publique, qui s'est substituée à l'InVS depuis 2016, qui regroupe tous les cas déclarés de la MCJ, ces cas sont probables ou certains.
Le tableau est régulièrement mis à jour, la dernière mise à jour est datée du 30 juin 2025.
| Année | Suspicions | MCJ sporadique | MCJ iatrogène hormone de croissance | Autre MCJ iatrogène | MCJ génétique | v-MCJ certain ou probable décédée | v-MCJ probable non décédée | Total MCJ |
| 1992  | 71         | 38             | 7                                   | 2                   | 4             | 0                                 | 0                          | 51        |
| 1993  | 63         | 35             | 12                                  | 1                   | 7             | 0                                 | 0                          | 55        |
| 1994  | 90         | 45             | 5                                   | 3                   | 7             | 0                                 | 0                          | 60        |
| 1995  | 112        | 59             | 8                                   | 1                   | 6             | 0                                 | 0                          | 74        |
| 1996  | 200        | 68             | 10                                  | 0                   | 10            | 1                                 | 0                          | 89        |
| 1997  | 296        | 80             | 6                                   | 1                   | 5             | 0                                 | 0                          | 92        |
| 1998  | 457        | 81             | 8                                   | 1                   | 13            | 0                                 | 0                          | 103       |
| 1999  | 589        | 92             | 8                                   | 0                   | 5             | 0                                 | 0                          | 105       |
| 2000  | 823        | 88             | 9                                   | 0                   | 8             | 1                                 | 0                          | 106       |
| 2001  | 1 100      | 109            | 5                                   | 0                   | 15            | 1                                 | 0                          | 130       |
| 2002  | 1 044      | 107            | 2                                   | 2                   | 13            | 3                                 | 0                          | 127       |
| 2003  | 1 084      | 108            | 8                                   | 1                   | 10            | 0                                 | 0                          | 127       |
| 2004  | 884        | 98             | 8                                   | 0                   | 9             | 2                                 | 0                          | 117       |
| 2005  | 925        | 82             | 4                                   | 1                   | 10            | 6                                 | 0                          | 103       |
| 2006  | 1 314      | 124            | 5                                   | 0                   | 8             | 6                                 | 0                          | 143       |
| 2007  | 1 372      | 138            | 1                                   | 0                   | 15            | 3                                 | 0                          | 157       |
| 2008  | 1 475      | 105            | 5                                   | 0                   | 12            | 0                                 | 0                          | 122       |
| 2009  | 1 485      | 114            | 4                                   | 0                   | 14            | 2                                 | 0                          | 134       |
| 2010  | 1 614      | 151            | 0                                   | 0                   | 10            | 0                                 | 0                          | 161       |
| 2011  | 1 609      | 115            | 0                                   | 0                   | 6             | 0                                 | 0                          | 121       |
| 2012  | 1 693      | 131            | 0                                   | 1                   | 11            | 0                                 | 0                          | 143       |
| 2013  | 1 744      | 124            | 0                                   | 0                   | 6             | 1                                 | 0                          | 131       |
| 2014  | 1 721      | 150            | 0                                   | 0                   | 16            | 1                                 | 0                          | 167       |
| 2015  | 1 959      | 131            | 1                                   | 0                   | 8             | 0                                 | 0                          | 140       |
| 2016  | 1 952      | 140            | 0                                   | 0                   | 12            | 0                                 | 0                          | 152       |
| 2017  | 2 091      | 143            | 1                                   | 0                   | 21            | 0                                 | 0                          | 165       |
| 2018  | 2 025      | 161            | 0                                   | 0                   | 12            | 0                                 | 0                          | 173       |
| 2019  | 1 974      | 154            | 1                                   | 0                   | 9             | 1                                 | 0                          | 165       |
| 2020  | 1919       | 120            | 0                                   | 0                   | 7             | 0                                 | 0                          | 127       |
| 2021  | 2147       | 135            | 1                                   | 0                   | 10            | 1                                 | 0                          | 147       |
| 2022  | 2156       | 123            | 0                                   | 0                   | 10            | 0                                 | 0                          | 133       |
| 2023  | 2303       | 89             | 0                                   | 0                   | 10            | 0                                 | 0                          | 99        |
| 2024  | 1928       | 79             | 0                                   | 0                   | 8             | 0                                 | 0                          | 87        |
| 2025  | 872        | 28             | 0                                   | 0                   | 1             | 0                                 | 0                          | 29        |

## Recherche
En laboratoire, le tacrolimus et l'astémizole ont été identifiés in vitro comme de potentiels agents antiprions utilisables chez l'Homme.